# Lithobius biunguiculatus
Lithobius biunguiculatus är en mångfotingart som beskrevs av Imre Loksa 1947. Lithobius biunguiculatus ingår i släktet Lithobius och familjen stenkrypare.
Artens utbredningsområde är:
- Slovakien.
- Polen.
- Rumänien.

Inga underarter finns listade i Catalogue of Life.